# Діпстеп (Джорджія)
Діпстеп (англ. Deepstep) — місто (англ. town) в США, в окрузі Вашингтон штату Джорджія. Населення — 117 осіб (2020).

## Географія
Діпстеп розташований за координатами 33°0′58″ пн. ш. 82°58′3″ зх. д. / 33.01611° пн. ш. 82.96750° зх. д. (33.016115, -82.967431).  За даними Бюро перепису населення США в 2010 році місто мало площу 2,29 км², з яких 2,11 км² — суходіл та 0,18 км² — водойми.

## Демографія
Згідно з переписом 2010 року, у місті мешкала 131 особа в 51 домогосподарстві у складі 38 родин. Густота населення становила 57 осіб/км².  Було 65 помешкань (28/км²).
Расовий склад населення:
| - 99,2 % — білих - 0,8 % — азіатів |

До двох чи більше рас належало 0,0 %. Частка іспаномовних становила 0,0 % від усіх жителів.
За віковим діапазоном населення розподілялося таким чином: 18,3 % — особи молодші 18 років, 60,3 % — особи у віці 18—64 років, 21,4 % — особи у віці 65 років та старші. Медіана віку мешканця становила 46,3 року. На 100 осіб жіночої статі у місті припадало 95,5 чоловіків;  на 100 жінок у віці від 18 років та старших — 98,1 чоловіків також старших 18 років.
Середній дохід на одне домашнє господарство  становив 72 242 долари США (медіана — 73 750), а середній дохід на одну сім'ю — 82 476 доларів (медіана — 88 750). Медіана доходів становила 66 875 доларів для чоловіків та 37 500 доларів для жінок. За межею бідності перебувало 1,3 % осіб, у тому числі 0,0 % дітей у віці до 18 років та 4,0 % осіб у віці 65 років та старших.
Цивільне працевлаштоване населення становило 57 осіб. Основні галузі зайнятості: освіта, охорона здоров'я та соціальна допомога — 28,1 %, сільське господарство, лісництво, риболовля — 21,1 %, роздрібна торгівля — 15,8 %.